# Fallopia cynanchoides
Fallopia cynanchoides är en slideväxtart som först beskrevs av William Botting Hemsley, och fick sitt nu gällande namn av K. Haraldson. Fallopia cynanchoides ingår i släktet bindor, och familjen slideväxter. Utöver nominatformen finns också underarten F. c. glabriuscula.